# Hemisus marmoratus
Hemisus marmoratus är en groddjursart som först beskrevs av Peters 1854.  Hemisus marmoratus ingår i släktet Hemisus och familjen Hemisotidae. IUCN kategoriserar arten globalt som livskraftig. Inga underarter finns listade i Catalogue of Life.